# Metrô Brasília

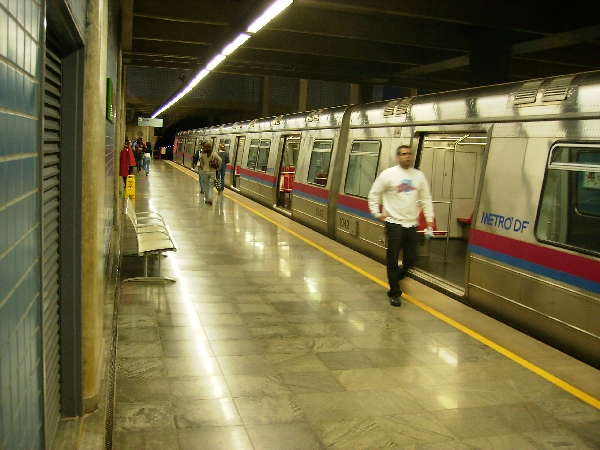
Ein Zug der Metrô Brasília am Bahnhof Central

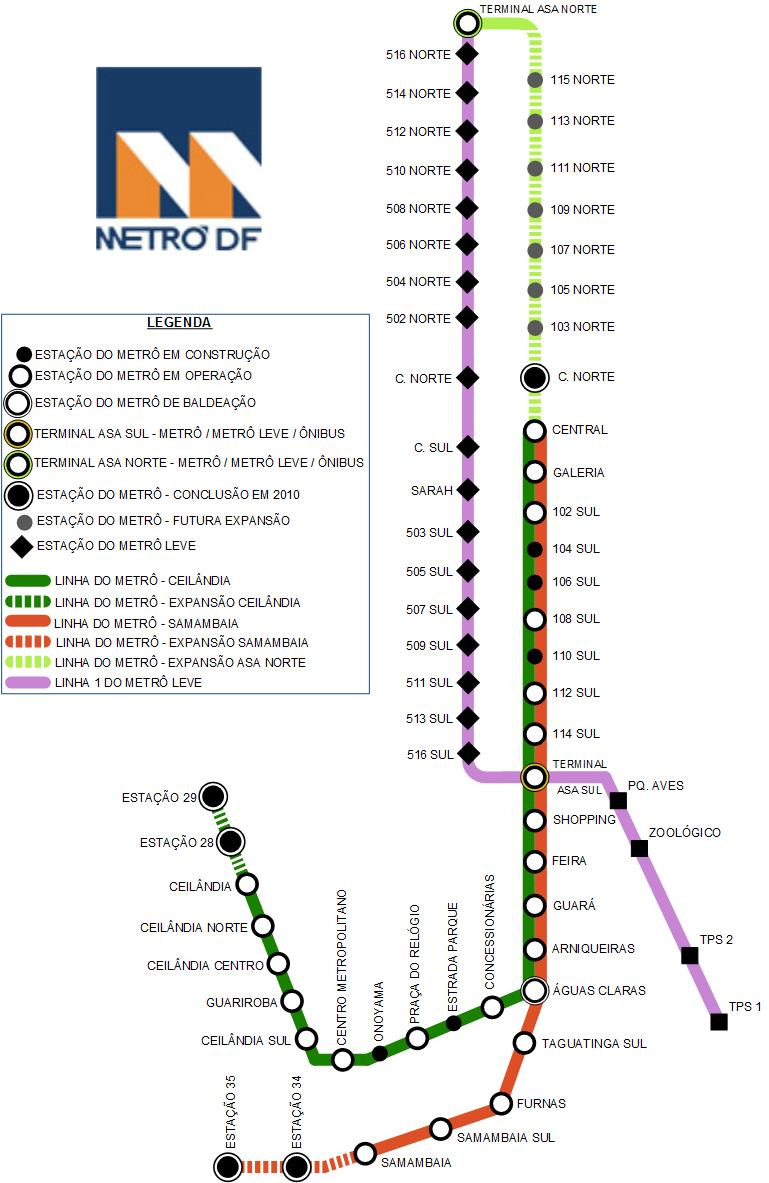
Geplantes Streckennetz

Die Metrô Brasília ist die U-Bahn der brasilianischen Hauptstadt Brasília, die zurzeit aus zwei Strecken besteht. Diese verbinden zusammen Brasílias Busbahnhof im Zentrum mit den Vorstädten Brasílias in Form eines Ypsilons. Betrieben wird die U-Bahn von der Metrô-DF (Companhia do Metropolitano do Distrito Federal). Aufgrund der großen Entfernungen der einzelnen Stadtteile und eines nur bedingt funktionierenden Stadtbussystems war ein Schnellbahnsystem in der brasilianischen Planhauptstadt vonnöten. Als Nebeneffekt ist das Gebiet um die Station Águas Claras aufgrund der gut ausgebauten U-Bahn der am schnellsten wachsende Stadtteil Brasílias.

## Geschichte
Nach vielen Diskussionen um ein adäquates Schnellbahnsystem für die Hauptstadt Brasiliens begannen 1992 die Bauarbeiten für das neue Schnellbahnsystem. Die Eröffnung sollte ursprünglich 1999 stattfinden, musste jedoch unter anderem wegen finanzieller Probleme auf 2001 verschoben werden. Bis zum 31. März 2001 konnte das Rumpfnetz mit den beiden Ästen nach Terminal Samambaia beziehungsweise Praça do Relógio mit insgesamt 11 Stationen und 31 Kilometern fertiggestellt werden. Den regelmäßigen, kommerziellen Betrieb nahm die Betreibergesellschaft am 24. September des gleichen Jahres auf. Die Inbetriebnahme schloss jedoch nur die Eröffnung einzelner Stationen ein, um schnellstmöglich den Betrieb aufzunehmen. Bis heute sind unter anderem zahlreiche Stationen zwischen den Bahnhöfen Galeria und 114 Sul noch nicht fertiggestellt. Am 6. Februar 2002 folgte die Eröffnung der Stationen Samambaia Sul und Arniqueira, am 18. Mai 2004 der Station Concessionárias.
Im April 2008 wurde die Strecke über die bisherige Endhaltestelle Praça do Relógio bis zur neuen Endhaltestelle Estação 27 (Terminal Ceilândia) erweitert. Dabei entstanden in diesem Bereich sechs neue Haltestellen, von denen zunächst vier in Betrieb genommen wurden:
Guariroba, Ceilândia Centro, Ceilândia Norte und Terminal Ceilândia. Im gleichen Monat wurde auch die Station 108 in Betrieb genommen.

### Planung
Derzeit verläuft die U-Bahn nur durch den Südflügel Brasílias bis zum Zentrum, zukünftig soll sie aber auch durch den Nordflügel der Stadt verlängert werden und am zukünftigen Terminal Asa Norte enden. Ferner soll erstmals eine Straßenbahnstrecke (Metrô Leve oder VLT) gebaut werden, die im Westen des Nord- und Südflügels parallel zur bisherigen U-Bahn-Strecke verlaufen soll und bis zum Flughafen von Brasília führen soll. Dabei soll man bei den Haltestellen Terminal Asa Sul und Terminal Asa Norte von der Straßenbahn in die Metrô umsteigen können. Die Straßenbahnstrecke sollte ursprünglich bis zu den Fußball-Weltmeisterschaften 2014 fertiggestellt sein.

## Betrieb

### Streckenführung
Die Strecke der Metrô führt zuerst vom Busbahnhof über die Südachse des Plano Piloto nach Süden. Zunächst haben beide Linien eine gemeinsame Streckenführung, bis sie sich im Vorort Águas Claras gabeln und je eine Strecke nach Samambaia (Linha laranja, dt. Orange Linie) und nach Taguatinga (Linha verde, dt. Grüne Linie) führt. Die Metrô wird aktuell durch drei Linien bedient: Grüne und Orange Linie sowie die Kombination aus beiden zwischen Central und Águas Claras. Von Central bis Asa Sul verläuft die U-Bahn im Tunnel, auf dem Rest der Strecke Richtung Westen an der Oberfläche.

### Linien
Das Netz der Metrô Brasilia ist 31 Kilometer lang und besitzt derzeit 14 Stationen. Die Züge verkehren von Montag bis Freitag zwischen 6 und 23:30 Uhr, am Wochenende und an Feiertagen zwischen 7 und 19 Uhr. Auf der Grünen Linie besteht ganztägig ein 10-Minuten-Takt, auf der Orangen Linie ein 20-Minuten-Takt. Derzeit besitzt die Companhia do Metropolitano do Distrito Federal zwanzig Züge mit je vier Wagen, pro Zug können bis zu 1350 Fahrgäste befördert werden. Alle Stationen sind mit Rolltreppen und Aufzügen ausgestattet.
| Linie  | Strecke             | Eröffnung     | Stationen |
| ------ | ------------------- | ------------- | --------- |
| Grün   | Central ↔ Ceilândia | 31. März 2001 | 12        |
| Orange | Central ↔ Samambaia | 31. März 2001 | 12        |

### Fahrscheine
Es gilt ein Pauschaltarif von zwei Brasilianischen Real unabhängig von der gefahrenen Strecke. Es gibt auch wiederaufladbare Fahrscheine, die auch für Fahrten mit dem Bus verwendet werden können. Der Zugang zu den Haltestellen ist nur mit gültiger Fahrkarte möglich, die Fahrgäste müssen jeweils Bahnsteigsperren mit Drehkreuzen am Eingang passieren.

## Instandhaltung
Die Instandhaltung von Strecke, Stationen, Signaltechnik, Stromversorgung sowie der Züge wurde vom Betreiber Metro DF im Oktober 2007 an das Konsortium Metroman (mit den Firmen Serveng-Civilsan S.A Empresas Associadas de Engenharia und Siemens LTDA) übertragen.